# 目標指示装置 (TDS)
目標指示装置（英語: Target Designation System, TDS）は、艦載用情報処理システムの一種。日本語名は、ターター・システム搭載ミサイル護衛艦（DDG）の戦術情報処理装置であるWESと同じだが、システム化の程度としてはそこまで高度なものではなかった。

## アメリカ海軍
第二次世界大戦の経験を通じて、アメリカ海軍は射撃指揮システム（FCS）について大きな不満は抱いていなかったものの、イギリス海軍が使用していたような目標指示装置の欠如は問題視された。1945年2月、武器局 (BuOrd) はベル研究所に対してMk.65射撃指揮システムの開発を発注し、対空戦の問題解析を依頼した。1947年9月に発表された報告書において、ベル研究所は、射撃指揮技術の改善によって砲熕兵器の有効性を著しく向上させることは期待できないと結論し、目標の評価・移管技術に努力を集中することを勧告した。
この勧告を受けて、BuOrdは目標指示システム（Target Designation System, TDS）の計画に着手し、まず応急策としてTDS Mk.1を開発して、1948年頃にニューヨーク海軍工廠で4機の試作機が製作された。また、ベルに発注されていたMk.65 FCSはTDS Mk.3と改称されて開発が継続され、1953年に完成して「ノーザンプトン」に搭載されたほか、RCA社もTDS Mk.2を開発した。TDS Mk.2は半自動式、Mk.3は全自動式のシステムであったが、結局、海軍はMk.3の半自動化版を採用した。TDSはその後、Mk 5・6と順次に後継機が配備されていった。
一方、ベル研究所では、TDS Mk.3の次のバージョンとしてDE（Designation Equipment） Mk.7を開発し、ボストン級ミサイル巡洋艦に搭載した。これはボルチモア級重巡洋艦にテリア艦対空ミサイルを搭載して改装した艦であり、DE Mk.7においては、砲の目標指示は全自動、ミサイルの目標指示は半自動式となった。TDSが砲熕兵器のみを対象としたシステムであるのに対し、ミサイルも対象とするシステムは武器管制システム（WDS）と呼称されるようになり、DE Mk.7がWDS Mk.1、DE Mk.8がWDS Mk.2、DE Mk.9がWDS Mk.3となった。

## 海上自衛隊

### TDS-1
日本において、まず開発されたのが目標指示装置一型（TDS-1）であった。これは、従来、対空捜索レーダーで発見した目標をFCS側に通報する場合、CICのレーダー指示器で目標の方位・距離を測定していたものを、3本のジョイスティックで手動追尾した目標に円形のマーカーをつけて、推定高度とともにFCSへ目標移管信号として送るようにしたものであり、「たかつき」（38DDA）で搭載されたのち、同型艦にも順次に搭載された。処理方式はアナログ式であった。

### TDS-2
初めて国内開発されたGFCSである68式射撃指揮装置（FCS-0）では、同時多目標交戦能力を付与するための試みとして、追尾レーダーとは別に捜索レーダーを連接することによる多目標自動追尾装置（TWS装置）が開発されていた。ただしこの時点ではデジタル技術が未熟であり、技術試験・実用試験では満足すべき成果が得られず、装備化されなかった。しかし捜索レーダーからの目標移管を迅速に、しかも容易にするための多目標自動追尾という発想は生き残り、目標指示装置二型（TDS-2）として実現した。
TDS-1はアナログ式だったのに対し、TDS-2はAN/UYK-20デジタルコンピュータを用いており、初号機TDS-2-1はまず「ひえい」（45DDH）、後には「はるな」（43DDH）にも搭載された。これは国産初のデジタル・コンピュータ使用のTDSであり、レーダー・ビデオの位置を2～3回コンピュータに入力すれば、後は自動追尾に移行してフェードした目標でも位置を推定表示できるというもので、ミサイル護衛艦（DDG）のWESと同様の半自動信号処理法ではあったが、対空戦関連武器のシステム化というほどのものではなかった。
またしらね型（50/51DDH）では、シースパローBPDMS（短SAMシステム1型-1）の一環として開発調達されたTDS-2-2が搭載されており、これはOPS-11C対空捜索レーダーの探知目標位置を砲の射撃指揮装置およびミサイル射撃指揮装置WM-25へも指示するものであった。開発は三菱電機が担当し、電子計算機としては引き続きAN/UYK-20 1基が採用された。

### TDS-3
続くはつゆき型（52DD）では、当初はシースパローIBPDMS（NSSMS）のリリースが実現しない見込みだったことから、しらね型のシステムを元にFCS-2を導入するなどした小改正型として計画されており、目標指示装置も小改正型のTDS-2-2となる予定であった。その後、基本計画協議途中にIBPDMSのリリースを受けられることになり、短SAMシステム2型-2となるのに伴って、目標指示装置もTDS-3に変更されることになった。
しかし52DDに関する検討を進める過程で、対艦ミサイル脅威が深刻化するなかで生存性を確保するためには、単なるTDSでは不足で、DDGのWESと同様に脅威評価・武器管制（TEWA）機能が必要と考えられるようになった。これに応じて、TDS-3の計画を発展させ、DDGのWESと同じ思想のCDSとして国内開発することが決定された。システム区分は、DDGのWES（OYQ-1・2および4）やDDHのOYQ-3に続くものとして、OYQ-5とされた。ただし「TDS-3」という名称も、概算要求等で使用されたこともあって、残されることになった。